# Centre national de ressources et de résilience
Le Centre national de ressources et de résilience est un groupement d'intérêt public interministériel et pluridisciplinaire voulu après les attentats de 2015 en France, et créé en février 2019 dans le but de consolider l’état des savoirs dans le champ du traumatisme psychologique ; d'améliorer les modalités de prise en charge psychologiques ; et de faire connaître, stimuler et accompagner les initiatives locales au service des personnes exposées, notamment les centres régionaux du psycho-traumatisme, répartis sur l’ensemble du territoire national.

## Historique
Après les attentats de 2015 en France, sous la mandature de François Hollande, Juliette Méadel qui était alors Secrétaire d'état aux victimes auprès du premier ministre a missionné Françoise Rudetzki sur les évolutions nécessaires à la prise en charge des victimes. Son rapport pointait la nécessité de développer la recherche, l'évaluation des traitements, et la nécessité d'un centre de référence pour le grand public comme pour les professionnels.
À la demande du premier ministre Edouard Philippe, fin 2017, un appel à projets national est lancé, le projet emmené par les équipes de Lille et Bobigny est lauréat en 2018. Le centre ouvre à Lille en février 2019, inauguré par Nicole Belloubet et Agnès Buzyn. Il s'installe dans le centre ville, tandis qu'un site parisien s'installe en 2021 au Campus Condorcet à Aubervilliers.

## Composition

### Assemblée Générale
L'assemblée générale du GIP est composée de :
- six ministères : Ministère de la Justice; Ministère des Affaires sociales et de la Santé; Ministère des Armées; Ministère de l'intérieur; Ministère de l'Éducation nationale; Ministère de l'Enseignement supérieur.
- deux CHU : le Centre hospitalier régional universitaire de Lille et l'Assistance publique - Hôpitaux de Paris
- le Centre national de la recherche scientifique
- l’École nationale de la magistrature

Elle est présidée par la Déléguée interministérielle à l'aide aux victimes, fonction occupée successivement par :
- Elisabeth Pelsez, magistrate, de sa création au 28 juillet 2020
- Frédérique Calandra, femme politique (29 juillet 2020 - 30 octobre 2022)
- Alexandra Louis, femme politique, depuis le 31 octobre 2022

### Direction scientifique
Le CN2R est co-dirigé par le Pr Thierry Baubet (Hôpital Avicenne - AP-HP / Université Sorbonne Paris Nord / Inserm) et par le Pr Guillaume Vaiva (CHU de Lille)

### Conseil Scientifique et d'Orientation
Ce conseil comprend des personnalités qualifiées : professionnels et personnes concernées par le traumatisme. Il oriente les actions du CN2R et y contribue.
En 2021 sa composition est la suivante :
- Florence Askenazy, professeur de psychiatrie de l'enfant et de l'adolescent, Fondation Lenval, Nice
- Marie-Frédérique Bacqué, professeur de psychopathologie, Université de Strasbourg
- Khadija Chahraoui, professeur de psychopathologie, Université Paris 8
- Carole Damiani, docteure en psychologie clinique, directrice de Paris Aide aux Victimes
- Francis Eustache, Professeur de neuropsychologie, université de Caen
- Dominique Frémy, pédopsychiatre, Besançon, représentant la Fédération France-Victimes
- René Garcia, Nice
- Sarah Gensburger, sociologue, CNRS, Paris
- Louis Jehel, professeur de psychiatrie, Amiens
- Marie-Christine Millequand, Association Traumapsy, Lille
- Denis Peschanski, historien, CNRS, Paris
- Nathalie Prieto, psychiatre, référente nationale de l'urgence médico-psychologique, Lyon
- Nadine Ribet-Reinhardt, Association 13onze15, Paris
- Jean-luc Roelandt, psychiatre CCOMS, Lille
- Ernestine Ronai, HCE, Paris
- Françoise Rudetzki, CESE, Paris
- Marie-Caroline Saglio-Yatzimirsky, anthropologue et psychologue clinicienne, INALCO et Hôpital Avicenne
- Denis Salas, Magistrat, Ministère Justice
- Marion Trousselard, IRBA/ITMO, Paris
- Stéphanie Vandentorren, médecin épidémiologiste, Inserm / Santé Publique France, Bordeaux